# Tillatoba
Tillatoba is een plaats (town) in de Amerikaanse staat Mississippi, en valt bestuurlijk gezien onder Yalobusha County.

## Demografie
Bij de volkstelling in 2000 werd het aantal inwoners vastgesteld op 121.

## Geografie
Volgens het United States Census Bureau beslaat de plaats een oppervlakte van
2,6 km², geheel bestaande uit land. Tillatoba ligt op ongeveer 94 m boven zeeniveau.

## Plaatsen in de nabije omgeving
De onderstaande figuur toont nabijgelegen plaatsen in een straal van 28 km rond Tillatoba.